# Parava
Parava è un comune della Romania di 3 464 abitanti, ubicato nel distretto di Bacău, nella regione storica della Moldavia.